# Фрасаорт
Фрасаорт (др.-греч. Phrasaortes) — македонский сатрап Персиды в 330—между 327 и 325 годами до н. э.

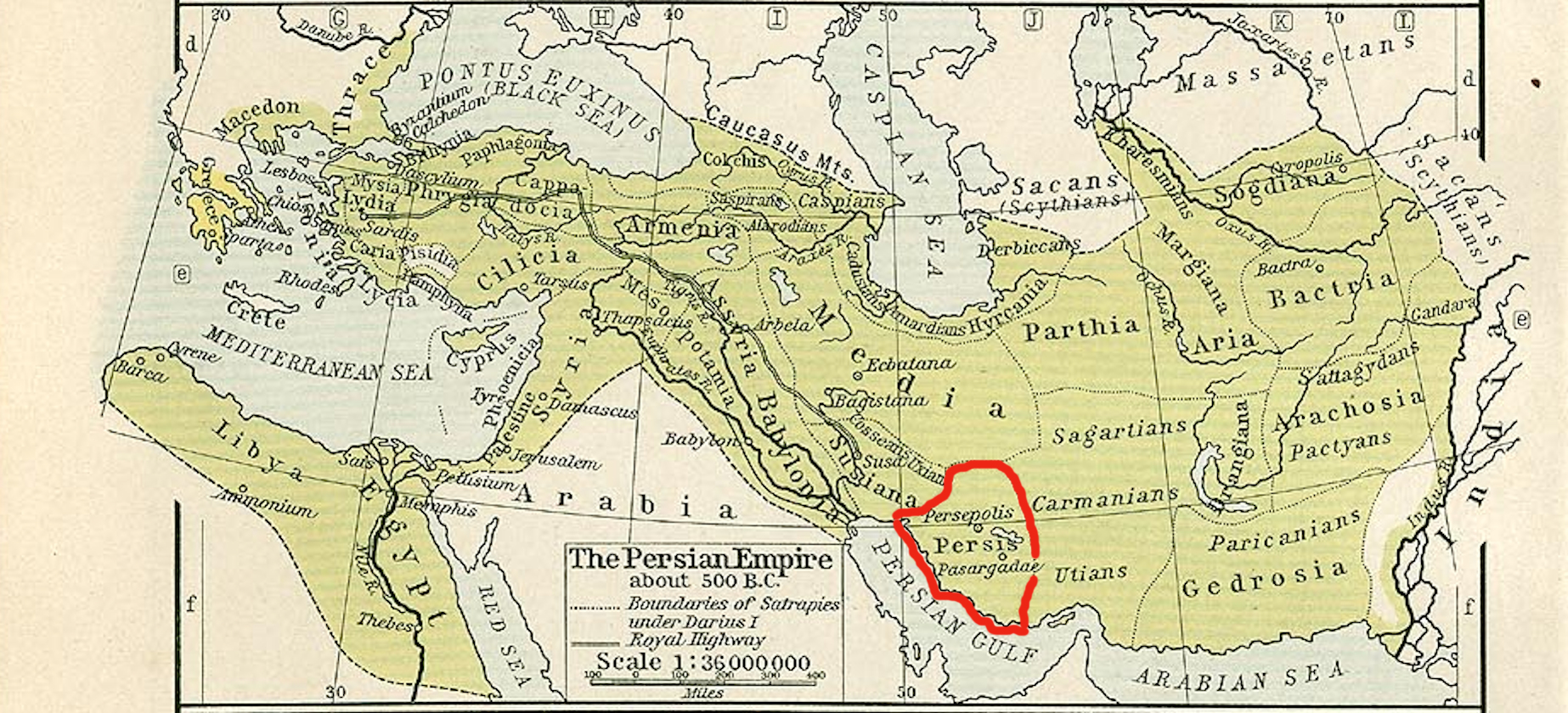
Карта деления империи Ахеменидов на сатрапии. Персида обведена красным

## Биография
Отцом Фрасаорта был Реомифр, принимавший участие в восстании малоазийских сатрапов, но затем выдавший своих соратников персидскому царю Артаксерксу II и прощённый им. После вторжения македонян в Азию Реомифр сражался против Александра Македонского в битве при Гранике в 334 году до н. э. и битве при Иссе в 333 году до н. э., в которой и погиб.
Впоследствии Фрасаорт, как и некоторые другие представители персидской знати, перешёл на сторону Александра Македонского. После победы над Ариобарзаном в битве при Персидских воротах в 330 году до н. э. Александр назначил Фрасаорта сатрапом Персиды.
Фрасаорт умер от болезни в то время, когда царь Александр находился в Индии (327—325 годы до н. э.). После смерти Фрасаорта властью в сатрапии завладел Орксин.
Фрасаорта также упоминает в одной из своих стратагем Полиэн. Однако в данном случае античный автор перепутал Фрасаорта с его предшественником на посту сатрапа Персиды Ариобарзаном.